# Port lotniczy Burgos
Port lotniczy Burgos (hiszp. Aeropuerto de Burgos, kod IATA: RGS, kod ICAO: LEBG) – lotnisko znajdujące się na wschodnich przedmieściach miasta Burgos w Hiszpanii. Otwarte zostało jako niewielkie lotnisko jeszcze za panowania króla Alfonsa XII 19 lipca 1927 r. pod nazwą Aeropuerto de Villafría, które przez lata było rzadko użytkowane. W 1995 r. Ministerstwo Obrony Narodowej przekazało grunty wraz z lotniskiem gminie Burgos. Po długim okresie związanym z trudnościami wywłaszczenia gruntu oraz z całkowicie nową budową całej potrzebnej infrastruktury lotniczej 3 lipca 2008 lotnisko zaczęło oficjalnie funkcjonować, a pierwszy komercyjny lot odbył się 10 lipca 2008 r.

## Infrastruktura
- 1 terminal pasażerski o powierzchni 2326 m², przystosowany do obsługi 350 tys. pasażerów rocznie
- Parking przy terminalu wraz z 188 miejscami parkingowymi
- Pas startowy o wymiarach 2100 × 45 metrów
- Trzy drogi kołowania

## Komunikacja

Mapa dojazdu do lotniska

Dojazd z centrum Burgos (Plaza de España) zapewnia autobus miejski linii nr 24, ponadto możliwy jest dojazd we własnym zakresie lub skorzystanie z usług taxi.

## Linie lotnicze i połączenia
Od października 2022 r. lotnisko w Burgos nie jest obsługiwane przez żadne regularne loty ani linie lotnicze. 